# Селая, Хуан Мануэль
Хуан Мануэль Селая Эрнандес (исп. Juan Manuel Celaya Hernández; род. 1 сентября 1998, Сан-Николас-де-лос-Гарса, Нуэво-Леон) — мексиканский прыгун в воду, серебряный призёр летних Олимпийских игр 2024 года, призёр чемпионата мира 2019 года, двукратный чемпион Панамериканских игр 2019 года.

## Биография
Хуан Мануэль Селая родился в 1998 году в Сан-Николас-де-лос-Гарса.
В 2019 году стал бронзовым призёром чемпионата мира в синхронных прыжках с трёхметрового трамплина.
На Панамериканских играх в Лиме завоевал две золотые и одну серебряную медали.
В 2021 году принял участие в соревнованиях летних Олимпийских игр в Токио. В синхронных прыжках с трамплина в паре с Яэлем Кастильо стал четвёртым.
На летних олимпийских играх в Париже, в синхронных прыжках с трёхметрового трамплина стал серебряным призёром олимпийского турнира. Его партнёром был Осмар Ольвера, а итоговый результат составил — 444,03 балла.
В 2025 году на чемпионате мира в Сингапуре в синхронных прыжках с трёхметрового трамплина стал серебряным призёром. 